# ماري هوبينغر
ماري تيريز هوبينغر (مواليد 1 يوليو 2001) لاعبة كرة قدم نمساوية، تلعب في مركز الوسط أو مهاجم مع نادي ليفربول لكرة القدم للسيدات ومنتخب النمسا لكرة القدم للسيدات سبق لها اللعب مع نادي زيورخ للسيدات، حيث فازت معه في لقبين في الدوري السويسري الممتاز وكأس سويسرا للسيدات. ظهرت لأول مرة رسميًا مع المنتخب النمساوي في 8 نوفمبر 2019 في فوز 3-0 على مقدونيا الشمالية في تصفيات بطولة أوروبا، كما تم اختيارها أيضًا في تشكيلة المدرب الوطني إيرين فورمان الرسمية لبطولة أوروبا للسيدات 2022 في إنجلترا.

## المسيرة الكروية
بدأت هوبينغر مسيرتها الكروية مع نادي هينتربرول في مودلينغ، النمسا. وفي الثالثة عشرة من عمرها، انتقلت إلى ألمانيا.

### توربين بوتسدام
عاشت في منزل داخلي ودرست في نادي توربين بوتسدام للسيدات الألماني، حيث تدرجت في الفئات في فرق الأكاديمية إلى الفريق الأول.

### نادي زيورخ
بعد موسمين ونصف مع نادي بوتسدام، انضم هوبينغر إلى نادي زيورخ على سبيل الإعارة في عام 2022، مما ساعد النادي على الفوز بثنائية الدوري السويسري للسيدات وكأس سويسرا، وحصلت على ترشيح لجائزة أفضل لاعبة في الدوري السويسري للسيدات من أكسا. بعد إتمام الصفقة بشكل دائم في ذلك الصيف، احتفظ النادي بلقب الدوري في موسم 2022-23.

### نادي ليفربول لكرة القدم
في يوليو 2023، انضمت هوبينغر إلى نادي ليفربول لكرة القدم ضمن دوري السوبر للسيدات . شاركت لأول مرة مع الريدز في 1 أكتوبر 2023 في مباراة انتهت بفوز الفريق بنتيجة هدف دون مقابل في الدوري على أرسنال إف سي في ملعب الإمارات. وبعد أسبوع سجلت هدف الأول في مباراة الفريق ضد أستون فيلا وانتهت بفوز الفريق بنتيجة هدفين دون مقابل. في مباراة 2023–24 على أرضها ضد توتنهام هوتسبير، سجلت هدف التعادل في الدقيقة 91 لتصبح النتيجة المباراة هدف لكل منهما، في 1 مايو 2024، أصبحت هوبينغر أول لاعبة في تاريخ دوري السوبر للسيدات تصنع ثلاثة أهداف من ركلات ركنية في مباراة واحدة خلال باراة انتهت بفوز الفريق بنتيجة 4-3 على نادي تشيلسي للسيدات، بطل الدوري في النهاية. 
شاركت هوبينغر في كل مباريات الدوري خلال موسمها الأول مع ليفربول، وكانت صاحبة أكبر عدد من المشاركات مع الفريق في جميع المسابقات، حيث شاركت 29 مرة وسجلت خمسة أهداف. شهد العام اشادت للإعجاب باللاعبة ماري فوزها بجائزتي أفضل لاعبة شابة للموسم وأفضل لاعبة للموسم من قبل الجماهير.

## مسيرتها الدولية
ظهرت هوبينغر لأول مرة مع منتخب النمسا للسيدات في 8 نوفمبر 2019 خلال مباراة تصفيات بطولة أمم أوروبا للسيدات 2022 التي فاز فيها منتخب النمسا على منتخب مقدونيا الشمالية بنتيجة 3-0، حيث دخلت بديلةً ليزا ماكاس في الدقيقة 82. في 23 فبراير 2021، سجلت هدفها الأول مع منتخب النمسا، وكان هدف الفوز في مباراة أقيمت على أرضها ضد منتخب سلوفاكيا للسيدات وانتهت بنتيجة 1-0. ومنذ ذلك الحين أصبحت لاعبةً أساسيةً في المنتخب الوطني. تم اختيار هوبينغر لتكون ضمن تشكيلة منتخب النمسا لكرة القدم للسيدات التي شاركت في بطولة أمم أوروبا للسيدات 2022.

## الإحصائية

### إحصائية مع النادي
| النادي                | الموسم  | الدوري                          | الدوري | الدوري | كأس الاتحاد | كأس الاتحاد | كأس الدوري | كأس الدوري | بطولة قارية | بطولة قارية | المجموع | المجموع |
| النادي                | الموسم  | الدوري                          | لعب    | أهداف  | لعب         | أهداف       | لعب        | أهداف      | لعب         | أهداف       | لعب     | أهداف   |
| --------------------- | ------- | ------------------------------- | ------ | ------ | ----------- | ----------- | ---------- | ---------- | ----------- | ----------- | ------- | ------- |
| توربين بوتسدام الثاني | 2017–18 | الدوري الألماني للسيدات الثاني  | 13     | 2      | —           | —           | —          | —          | —           | —           | 13      | 2       |
| توربين بوتسدام الثاني | 2018–19 | الدوري الألماني للسيدات الثاني  | 16     | 0      | —           | —           | —          | —          | —           | —           | 16      | 0       |
| توربين بوتسدام الثاني | المجموع | المجموع                         | 29     | 2      | —           | —           | —          | —          | —           | —           | 29      | 2       |
| توربينه بوتسدام       | 2019–20 | الدوري الألماني للسيدات         | 20     | 2      | 3           | 1           | —          | —          | —           | —           | 23      | 3       |
| توربينه بوتسدام       | 2020–21 | الدوري الألماني للسيدات         | 15     | 0      | 2           | 0           | —          | —          | —           | —           | 17      | 0       |
| توربينه بوتسدام       | 2021–22 | الدوري الألماني للسيدات         | 11     | 2      | 2           | 1           | —          | —          | —           | —           | 13      | 3       |
| توربينه بوتسدام       | المجموع | المجموع                         | 46     | 4      | 7           | 2           | —          | —          | —           | —           | 53      | 6       |
| زيورخ (إعارة)         | 2021–22 | الدوري السويسري الممتاز للسيدات | 8      | 1      | 2           | 0           | —          | —          | 0           | 0           | 10      | 1       |
| زيورخ                 | 2022–23 | الدوري السويسري الممتاز للسيدات | 15     | 9      | 0           | 0           | —          | —          | 4           | 0           | 19      | 9       |
| زيورخ                 | المجموع | المجموع                         | 23     | 10     | 2           | 0           | —          | —          | 4           | 0           | 29      | 10      |
| ليفربول               | 2023–24 | دوري السوبر للسيدات             | 22     | 5      | 3           | 0           | 4          | 0          | —           | —           | 29      | 5       |
| ليفربول               | 2024–25 | دوري السوبر للسيدات             | 20     | 3      | 3           | 1           | 2          | 0          | —           | —           | 25      | 4       |
| ليفربول               | المجموع | المجموع                         | 38     | 8      | 6           | 1           | 6          | 0          | —           | —           | 54      | 9       |
| إجمالي                | إجمالي  | إجمالي                          | 136    | 24     | 15          | 3           | 6          | 0          | 4           | 0           | 165     | 27      |

 آخر تحديث المباراة لعبت في 30 مارس 2025.
ملاحظات
1. ↑  يشمل كأس ألمانيا للسيدات، كأس سويسرا للسيدات، كأس الاتحاد الإنجليزي،
2. ↑  يشمل كأس دوري الاتحاد الإنجليزي للسيدات
3. ↑  يشمل دوري أبطال أوروبا للسيدات

## الإنجازات
نادي زيورخ لكرة القدم
- الدوري السويسري الممتاز: 2021-22، 2022-23
- كأس سويسرا: 2022

الجوائز الفردية
- لاعب الموسم بتصويت جماهير ليفربول: 2023-24
- لاعب الموسم الشاب في ليفربول: 2023-24
- لاعب الشهر في ليفربول: أكتوبر 2023[20]